# Приазовское сельское поселение
Приазовское сельское поселение — муниципальное образование, входившее в состав упразднённого Приморско-Ахтарского района Краснодарского края России. 
В рамках административно-территориального устройства Краснодарского края ему соответствует Приазовский сельский округ.
Административный центр — станица Приазовская.
В рамках административно-муниципальной реформы сельское поселение было упразднено путем объединения с другими муниципальными образованиями, входившими в состав Приморско-Ахтарского района.

## Население
| 2010  | 2012  | 2013  | 2014  | 2015  | 2016  | 2017  |
| ----- | ----- | ----- | ----- | ----- | ----- | ----- |
| 1975  | ↘1950 | ↘1934 | ↘1914 | ↗1927 | ↘1873 | ↗1876 |
| 2018  | 2019  | 2020  | 2021  | 2023  |       |       |
| ↘1873 | ↘1865 | →1865 | ↗1920 | ↘1881 |       |       |

## Населённые пункты
В состав сельского поселения (сельского округа) входили 4 населённых пункта:
| № | Населённый пункт | Тип населённого пункта | Население (чел.) |
| - | ---------------- | ---------------------- | ---------------- |
| 1 | Приазовская      | станица                | ↘1701            |
| 2 | Пригородное      | село                   | ↘94              |
| 3 | Максима Горького | посёлок                | ↘77              |
| 4 | Центральный      | посёлок                | ↘103             |